# Liste de peintures de Gustave Courbet
Cette liste de tableaux de Gustave Courbet rassemble, ci-dessous, de façon chronologique, quelques huiles sur toile signées et formellement attribuées à Gustave Courbet actuellement conservées dans des collections permanentes accessibles au public.

## Limites du corpus
Les toiles issues de collections particulières et de salles de vente faisant l'objet de trop nombreuses modifications ou imprécisions (dimension, origine, copie, etc.) ne figurent pas dans cette liste. 
Quand sont identifiées des toiles d'une même série, une entrée ouvre à un inventaire.
L'ensemble du corpus peint atteindrait plus d'un millier de toiles et va de 1833 à 1877. La peinture de paysage représente les deux tiers de la production. De nombreux faux ont été détectés, déjà par Courbet lui-même au temps de son exil suisse. 
| Image | Titre(s)                                                                                         | Date          | Dimensions                                         | Conservation | Entrée     | NS | N° - Notes                                                                                    |
| ----- | ------------------------------------------------------------------------------------------------ | ------------- | -------------------------------------------------- | --- | ---------- | -- | --------------------------------------------------------------------------------------------- |
|       | Autoportrait de Gustave Courbet à l'âge de quatorze ans ; fragment de tête barbue                | 1833          | 13,6 × 17,9 cm                                     | Musée Carnavalet (Paris)                                                                                        | ?          | X  | F 1                                                                                           |
|       | Le Pont de Nahin (Ornans)                                                                        | 1837          | 16,8 × 26,6 cm                                     | Musée Courbet (Ornans)                                                                                          | ?          | X  | F 4                                                                                           |
|       | Portrait de Juliette                                                                             | 1839-1843     | 22 × 27 cm                                         | Musée von der Heydt (Wuppertal)                                                                                 | 1964       | X  | F 7 G 1160                                                                                    |
|       | Le Réveil de Saint-Jérôme                                                                        | vers 1840     | 46 × 55,5 cm                                       | Musée Courbet (Ornans)                                                                                          | ?          | X  | F 9 D'après Le Guerchin                                                                       |
|       | Ecce Homo                                                                                        | vers 1840     | 24 × 19 cm                                         | Musée Courbet (Ornans)                                                                                          | ?          | X  | F 14 D'après Guido Reni Dédicacé à Anna Nodier                                                |
|       | L'Embouchure de la Seine ou Vue d'Honfleur                                                       | 1841          | 43,5 × 65 cm                                       | Palais des beaux-arts (Lille)                                                                                   | 1861       |    | F 1079 C 250                                                                                  |
|       | Juliette Courbet âgée de dix ans                                                                 | 1841          | 24,5 × 19 cm                                       | Musée national des beaux-arts d'Argentine (Buenos Aires)                                                        | 1970       |    | F 16                                                                                          |
|       | Femme nue dans un paysage                                                                        | 1841          | 105 × 142 cm                                       | Musée des beaux-arts de Boston                                                                                  | 1957       |    | F 17                                                                                          |
|       | Le Passage du gué                                                                                | vers 1841     | 26 × 22 cm huile sur papier                        | Musée Courbet (Ornans)                                                                                          | ?          |    | F 23 C 21                                                                                     |
|       | Le Rétameur                                                                                      | 1841          | 50 × 61 cm                                         | Musée Courbet (Ornans)                                                                                          | ?          | X  | F 31                                                                                          |
|       | Les rémouleurs                                                                                   | 1842          | 88 × 103 cm                                        | Columbus Museum of Art (Colombus)                                                                               | ?          |    | F 25                                                                                          |
|       | Petit Portrait de l'artiste au chien noir                                                        | 1842          | 27 × 23 cm                                         | Musée municipal de Pontarlier                                                                                   | 1938       |    | F 26                                                                                          |
|       | Autoportrait au chien noir ou Portrait de l'artiste, dit Courbet au chien noir                   | 1842-1844     | 46,3 × 55,5 cm                                     | Petit Palais (Paris)                                                                                            | 1909       |    | F 27                                                                                          |
|       | Portrait présumé d'une jeune fille d'Ornans                                                      | 1842          | 71 × 57 cm                                         | Musée Courbet (Ornans)                                                                                          | ?          | X  | F 28                                                                                          |
|       | Académie, étude d'homme                                                                          | 1842          | 72 × 55 cm                                         | Musée des beaux-arts de Reims                                                                                   | 1900       |    | F 30                                                                                          |
|       | Portrait de Zélie Courbet ou Pastiche florentin                                                  | 1842          | 38,2 × 33,5 cm                                     | Petit Palais (Paris)                                                                                            | 1909       | X  | F 36                                                                                          |
|       | Portrait de Juliette                                                                             | 1842          | 40,6 × 31,2 cm                                     | Musée Courbet (Ornans)                                                                                          | ?          | X  |                                                                                               |
|       | Portrait de Paul Ansout                                                                          | 1842-1843     | 81 × 65 cm                                         | Château-musée de Dieppe                                                                                         | 1910       |    | F 57                                                                                          |
|       | Portrait de Juliette Courbet [inachevé]                                                          | 1843-1845     | 21 × 28,3 cm                                       | Musée d'art de l'université de Princeton (Princeton)                                                            | 1988       | X  |                                                                                               |
|       | Le Gros Chêne                                                                                    | 1843          | 29,2 × 32,5 cm huile sur papier marouflé sur toile | Colby College Museum of Art (Waterville (Maine))                                                                | ?          | X  | F 34                                                                                          |
|       | L'Homme rendu fou par la peur [inachevé]                                                         | 1843          | 61 × 91,4 cm                                       | Galerie nationale d'Oslo (Norvège)                                                                              | 1947       | X  |                                                                                               |
|       | Le Désespéré                                                                                     | 1843-1845     | 45 × 54 cm                                         | Musée d'Orsay (Paris)                                                                                           | ?          |    | F 20 Prêt BNP Paribas                                                                         |
|       | Portrait de Juliette Courbet                                                                     | 1844          | 78 × 62 cm                                         | Petit Palais (Paris)                                                                                            | 1909       |    |                                                                                               |
|       | Les Amants heureux ou La Valse                                                                   | 1844          | 77 × 60 cm                                         | Musée des beaux-arts (Lyon)                                                                                     | 1892       |    | F 46 C 41 Autre version : Les Amants dans la campagne, sentiments du jeune âge (Petit Palais) |
|       | Prisonnier du dey d'Alger                                                                        | 1844          | 81 × 65 cm                                         | Musée Courbet (Ornans)                                                                                          | ?          |    |                                                                                               |
|       | Le Rêve ou Le Hamac                                                                              | 1844          | 70,5 × 97 cm                                       | Musée Oskar Reinhart « Am Römerholz » (Winterthour)                                                             | ?          |    |                                                                                               |
|       | La Bacchante                                                                                     | 1844-1847     | 65 × 81 cm                                         | Musée d'art contemporain de Rolandseck (Remagen)                                                                | ?          |    | Prêt Fondation Gustav Rau                                                                     |
|       | Portrait de l'artiste dit L'Homme blessé                                                         | 1844-1854     | 81 × 97 cm                                         | Musée d'Orsay (Paris)                                                                                           | 1882       |    | F 51 C 45 Repeint [1844]                                                                      |
|       | Portrait de l'artiste dit L'Homme à la ceinture de cuir                                          | 1845          | 100 × 82 cm                                        | Musée d'Orsay (Paris)                                                                                           | 1888       |    |                                                                                               |
|       | Femme nue dormant près du ruisseau                                                               | 1845 ?        | 81,2 × 64,8 cm                                     | Detroit Institute of Arts (Détroit)                                                                             | ?          |    |                                                                                               |
|       | La Moissonneuse endormie                                                                         | 1845 ?        | 64,5 × 80,5 cm                                     | Otani Memorial Art Museum (Nishinomiya)                                                                         | ?          |    | F 56                                                                                          |
|       | Portrait d'Henri Murger                                                                          | 1845-1850     | 55 × 45 cm                                         | Musée des beaux-arts de Chambéry                                                                                | ?          |    | MV 5628 RF 1538                                                                               |
|       | Portrait de H. J. van Wisselingh                                                                 | 1846          | 57,2 × 46 cm                                       | Musée d'art Kimbell (Fort Worth)                                                                                | 1984       |    |                                                                                               |
|       | Portrait d'Urbain Cuenot                                                                         | 1846          | 55,5 × 46,5 cm                                     | Musée Courbet (Ornans)                                                                                          | ?          |    |                                                                                               |
|       | Les Trois Sœurs de Courbet (Les Récits de la grand-mère Salvan)                                  | 1846-1847     | 61 × 50 cm                                         | Curtis Galleries (Minneapolis)                                                                                  | 1974       |    |                                                                                               |
|       | Portrait du grand-père Oudot                                                                     | 1847-1849     | 56 × 46,5 cm                                       | Musée Courbet (Ornans)                                                                                          | 1976       | X  | F 35 C 34                                                                                     |
|       | Saint Nicolas ressuscitant les petits enfants                                                    | 1847          | ?                                                  | Musée Courbet (Ornans)                                                                                          | 1975       |    |                                                                                               |
|       | Portrait de Théodore Cuénot                                                                      | 1847          | 95 × 75 cm                                         | Musée Courbet (Ornans)                                                                                          | 1962       |    | F 83 Dédicacé à la Mère Cuénot                                                                |
|       | Jésus devant un calice                                                                           | 1847          | 187 × 161 cm                                       | Musée Courbet (Ornans)                                                                                          | 1971       |    | F 88 Esquisse                                                                                 |
|       | Le Violoncelliste, portrait de l'artiste                                                         | 1847          | 117 × 90 cm                                        | Nationalmuseum (Stockholm)                                                                                      | 1936       |    | F 74 C 68                                                                                     |
|       | Portrait de Zélie Courbet                                                                        | 1847          | 57 × 47,5 cm                                       | Musée d'art de São Paulo (Brésil)                                                                               | ?          |    | Fusain et estompe F 138 C 131                                                                 |
|       | Le Chemineau                                                                                     | 1847-1850     | 171,5 × 114 cm                                     | Musée des beaux-arts (Dole)                                                                                     | 1911       |    |                                                                                               |
|       | Portrait de Baudelaire                                                                           | 1848-1849     | 54 × 65 cm                                         | Musée Fabre (Montpellier)                                                                                       | 1876       |    | F 115 C 81                                                                                    |
|       | La Paysanne au madras                                                                            | 1848          | 60 × 73 cm                                         | Norton Simon Museum (Pasadena)                                                                                  | ?          |    |                                                                                               |
|       | Vendanges à Ornans                                                                               | 1848 ?        | 71 × 97 cm                                         | Musée Oskar Reinhart « Am Römerholz » (Winterthour)                                                             | ?          |    |                                                                                               |
|       | Portrait de l'artiste dit L'Homme à la pipe                                                      | 1848-1849     | 45,8 × 37,8 cm                                     | Musée Fabre (Montpellier)                                                                                       | 1868       |    | F 39 C 87                                                                                     |
|       | La Vallée de la Loue par temps d'orage                                                           | 1849 ?        | 54 × 65 cm                                         | Musée des beaux-arts (Strasbourg)                                                                               | 1941       |    |                                                                                               |
|       | Marc Trapadoux examinant un livre d'estampes                                                     | 1849          | 40,5 × 32 cm                                       | Musée des beaux-arts (Troyes)                                                                                   | 1982       | X  | F 98                                                                                          |
|       | Portrait présumé de Jules Dupré ou de Francis Wey                                                | 1849 ?        | 46 × 39 cm                                         | Musée Courbet (Ornans)                                                                                          | ?          |    |                                                                                               |
|       | Les Casseurs de pierres (variante de Dresde)                                                     | 1849          | 56 × 65 cm                                         | Musée Oskar Reinhart « Am Römerholz » (Winterthour)                                                             | ?          |    | F 102 C 96 AKG571563                                                                          |
|       | L'Après-dinée à Ornans                                                                           | 1848-1849     | 195 × 257 cm                                       | Palais des beaux-arts (Lille)                                                                                   | 1850       | X  | F 92 C 84                                                                                     |
|       | Un enterrement à Ornans ou Tableau de figures humaines, historique d'un enterrement à Ornans     | 1849-1850     | 315 × 668 cm                                       | Musée d'Orsay (Paris)                                                                                           | 1882       |    |                                                                                               |
|       | Autoportrait                                                                                     | 1850          | 50 × 40 cm                                         | Musée des Beaux-Arts et d'Archéologie (Besançon)                                                                | 1883       |    |                                                                                               |
|       | Portrait d'Hector Berlioz                                                                        | 1850          | 61 × 48 cm                                         | Musée d'Orsay (Paris)                                                                                           | 1921       |    | F 113                                                                                         |
|       | Portrait d'homme dit Portrait de l'artiste par lui-même                                          | 1850-1853     | 71,5 × 59 cm                                       | Ny Carlsberg Glyptotek (Copenhague)                                                                             | 1923       | X  |                                                                                               |
|       | Le Saut du Doubs                                                                                 | après 1850    | 92,5 × 73,5 cm                                     | Musée Courbet (Ornans)                                                                                          | 1885       |    |                                                                                               |
|       | Jean Journet partant à la conquête de l'harmonie universelle                                     | 1850          | 103,5 × 83,5 cm                                    | Kunstmuseum Bern (Berne)                                                                                        | ?          |    | F 105 C 99 Legs Cornelius Gurlitt                                                             |
|       | La Toilette de la morte, anciennement La Toilette de la mariée [inachevée]                       | 1850          | 188 × 251 cm                                       | Smith College Museum of Art (Northampton)                                                                       | 1929       | X  |                                                                                               |
|       | Paysage d'été                                                                                    | 1850-1855     | 27 × 36 cm                                         | Neue Pinakothek (Munich)                                                                                        | 1906       |    | F 642                                                                                         |
|       | Les Paysans de Flagey revenant de la foire [répétition]                                          | 1850-1855     | 208,5 × 275,5 cm                                   | Musée des beaux-arts et d'archéologie (Besançon)                                                                | 1959       |    |                                                                                               |
|       | Pompiers courant à un incendie                                                                   | 1850-1851     | 388 × 580 cm                                       | Petit Palais (Paris)                                                                                            | 1920       | X  |                                                                                               |
|       | La Signora Adela Guerrero, danseuse espagnole                                                    | 1851          | 158 × 158 cm                                       | Musées royaux des beaux-arts de Belgique (Bruxelles)                                                            | ?          |    |                                                                                               |
|       | Portrait d'Adolphe Marlet                                                                        | 1851          | 56 × 46 cm                                         | Galerie nationale d'Irlande (Dublin)                                                                            | 1962       |    |                                                                                               |
|       | Portrait d'un homme                                                                              | 1851          | 49 × 38,5 cm                                       | Nationalmuseum (Stockholm)                                                                                      | ?          |    |                                                                                               |
|       | Alphonse Promayet                                                                                | 1851          | 107 × 70,2 cm                                      | Metropolitan Museum of Art (New York)                                                                           | ?          |    |                                                                                               |
|       | Le Jardin de l'abbaye de Loos-lez-Lille                                                          | 1851 ?        | ?                                                  | Palais des beaux-arts (Lille)                                                                                   | ?          |    |                                                                                               |
|       | Les Demoiselles de village                                                                       | 1851-1852     | 195 × 261 cm                                       | Metropolitan Museum of Art (New York)                                                                           | 1940       |    | F 127 C 121                                                                                   |
|       | Femme endormie                                                                                   | 1852 ?        | 71,5 × 98 cm                                       | Musée préfectoral de Tottori (Tottori)                                                                          | ?          |    |                                                                                               |
|       | Lutteurs                                                                                         | 1853          | 252 × 198 cm                                       | Musée des beaux-arts (Budapest)                                                                                 | 1952       |    |                                                                                               |
|       | Les Baigneuses                                                                                   | 1853          | 227 × 193 cm                                       | Musée Fabre (Montpellier)                                                                                       | 1868       |    |                                                                                               |
|       | La Fileuse endormie                                                                              | 1853          | 91 × 115 cm                                        | Musée Fabre (Montpellier)                                                                                       | 1868       |    |                                                                                               |
|       | Le Chasseur Maréchal                                                                             | 1853          | 57 × 46 cm                                         | Musée Mohamed Mamoud Khalil (Le Caire)                                                                          | 1962       |    | F 131                                                                                         |
|       | Portrait d'Alfred Bruyas dit Tableau-Solution                                                    | 1853          | 91 × 72 cm                                         | Musée Fabre (Montpellier)                                                                                       | 1868       |    |                                                                                               |
|       | Vue d'Ornans ou Le Pont de Scey                                                                  | 1853-1857     | 73 × 92 cm                                         | Metropolitan Museum of Art (New York)                                                                           | 1993       |    |                                                                                               |
|       | Tête de jeune fille au repos                                                                     | 1853-1855     | 36 × 43,2 cm                                       | Kunsthalle de Brême                                                                                             | 1951       |    | F 95                                                                                          |
|       | Portrait de Champfleury                                                                          | 1854          | 46 × 38 cm                                         | Musée d'Orsay (Paris)                                                                                           | 1891       |    |                                                                                               |
|       | La Vanne d'Optevoz ou La Carrière d'Optevoz                                                      | 1854          | 63,6 × 83,5 cm                                     | Neue Pinakothek (Munich)                                                                                        | ?          |    | « Charles Daubigny », inscrit                                                                 |
|       | La Rencontre ou Bonjour Monsieur Courbet                                                         | 1854          | 129 × 149 cm                                       | Musée Fabre (Montpellier)                                                                                       | 1868       |    |                                                                                               |
|       | Autoportrait dit au col rayé                                                                     | 1854          | 46 × 38 cm                                         | Musée Fabre (Montpellier)                                                                                       | 1868       |    | F 161 C 153 Motif repris dans L'Atelier du peintre.                                           |
|       | Le Bord de la mer à Palavas ou L'Artiste face à la mer                                           | 1854          | 27 × 46 cm                                         | Musée Fabre (Montpellier)                                                                                       | 1868       |    |                                                                                               |
|       | Le Bord de la mer à Palavas                                                                      | 1854          | 60 × 73,5 cm                                       | Musée d'art moderne André-Malraux (Le Havre)                                                                    | ?          |    |                                                                                               |
|       | Les Cribleuses de blé                                                                            | 1854-1855     | 131 × 167 cm                                       | Musée d'arts de Nantes                                                                                          | 1861       |    |                                                                                               |
|       | Portrait de Bruyas malade                                                                        | 1854          | 45 × 37 cm                                         | Musée Fabre (Montpellier)                                                                                       | 1868       |    |                                                                                               |
|       | Une dame espagnole                                                                               | 1854          | 80,3 × 64,8 cm                                     | Philadelphia Museum of Art (Philadelphie)                                                                       | 1917       |    |                                                                                               |
|       | Portrait de Max Buchon                                                                           | 1855          | 155 × 110,5 cm                                     | Musée Jenisch (Vevey)                                                                                           | 1897       | X  | F 38 anc. daté 1843-44                                                                        |
|       | Paysage du Jura                                                                                  | 1855          | 55 × 64 cm                                         | Kunstmuseum (Saint-Gall)                                                                                        | ?          |    | F 178                                                                                         |
|       | Portrait de femme                                                                                | 1855          | 46,5 × 38,5 cm                                     | Petit Palais (Paris)                                                                                            | 1922       |    | F 169 Figure Mme Andler-Keller ?                                                              |
|       | Paysage à Ornans                                                                                 | vers 1855     | 42 × 55,5 cm                                       | Musées royaux des beaux-arts de Belgique (Bruxelles)                                                            | 1912       |    | Inv. 4009                                                                                     |
|       | Portrait d'une dame                                                                              | 1855 ?        | 55,5 × 46,2 cm                                     | Neue Pinakothek (Munich)                                                                                        | 1911       |    |                                                                                               |
|       | André Grangier                                                                                   | 1855          | 83 × 66 cm                                         | Musée des Beaux-Arts (Marseille)                                                                                | 1929       |    | F 164                                                                                         |
|       | Chien sur un coussin                                                                             | 1855          | 38 × 46 cm                                         | Museum Langmatt (Baden (Argovie))                                                                               | ?          |    |                                                                                               |
|       | Le Ruisseau du Puits-Noir, vallée de la Loue                                                     | 1855          | 104 × 137 cm                                       | National Gallery of Art (Washington)                                                                            | 1943       |    |                                                                                               |
|       | The Brook of Les Puits-Noir                                                                      | 1855          | 46,5 × 55,7 cm                                     | Art Institute of Chicago (Chicago)                                                                              | 1933       |    |                                                                                               |
|       | Les Roches de Mouthier, le ravin                                                                 | 1855          | 77 × 117 cm                                        | The Phillips Collection (Washington)                                                                            | 1925       |    | F 112                                                                                         |
|       | Le Château d'Ornans                                                                              | 1855          | 81 × 117 cm                                        | Minneapolis Institute of Arts (Minneapolis)                                                                     | 1972       |    |                                                                                               |
|       | L'Atelier du peintre                                                                             | 1855          | 359 × 598 cm                                       | Musée d'Orsay (Paris)                                                                                           | 1920       |    |                                                                                               |
|       | Portrait de Clément Laurier                                                                      | 1855          | 100 × 80 cm                                        | Milwaukee Art Museum (Milwaukee)                                                                                | 1968       |    |                                                                                               |
|       | Bouquet de fleurs                                                                                | 1855          | 84 × 109 cm                                        | Kunsthalle de Hambourg                                                                                          | 1909       |    |                                                                                               |
|       | Vue de la forêt de Fontainebleau                                                                 | 1855 ?        | 82 × 102 cm                                        | Rijksmuseum (Amsterdam)                                                                                         | 1863       |    |                                                                                               |
|       | La Roche de Dix-Heures, Ornans ou Paysage rocheux aux environs de Flagey                         | 1855 ?        | 85,5 × 160 cm                                      | Musée des beaux-arts (Tourcoing)                                                                                | 1951       |    | MNR 875                                                                                       |
|       | La Mère Grégoire                                                                                 | 1855-1859     | 128 × 97 cm                                        | The Art Institute of Chicago (Chicago)                                                                          | 1930       |    |                                                                                               |
|       | Paysage au cheval mort                                                                           | 1855-1860     | 45 × 56 cm                                         | Musée de l'Ermitage (Saint-Pétersbourg)                                                                         | ?          |    |                                                                                               |
|       | Femme en habit de cavalière ou L'Amazone                                                         | 1856          | 115,6 × 89,2 cm                                    | Metropolitan Museum of Art (New York)                                                                           | 1929       |    |                                                                                               |
|       | Forêt de Fontainebleau. Paysage avec arbres                                                      | 1856          | 88 × 115 cm                                        | Ny Carlsberg Glyptotek (Copenhague)                                                                             | 1957       |    | F 198                                                                                         |
|       | L'Orée de la forêt                                                                               | 1856          | 88,3 × 115,3 cm                                    | Philadelphia Museum of Art (Philadelphie)                                                                       | 1963       |    |                                                                                               |
|       | La Bretonnerie dans le département de l'Indre                                                    | 1856          | 58 × 82 cm                                         | National Gallery of Art (Washington)                                                                            | 1972       |    |                                                                                               |
|       | Le Rocher à Bayard, à Dinant                                                                     | 1856 ?        | 56 × 47 cm                                         | Fitzwilliam Museum (Cambridge)                                                                                  | 1939       |    |                                                                                               |
|       | La Meuse à Freyr                                                                                 | 1856 ?        | 81,3 × 94 cm                                       | Palais des beaux-arts (Lille)                                                                                   | 1908       |    |                                                                                               |
|       | Les Demoiselles des bords de la Seine (été)                                                      | 1856-1857     | 174 × 206 cm                                       | Petit Palais (Paris)                                                                                            | 1906       |    | F 203 C 197                                                                                   |
|       | Cerf courant dans la neige                                                                       | 1856-1857     | 93,5 × 148,8 cm                                    | Musée Artizon (Tokyo)                                                                                           | ?          |    |                                                                                               |
|       | Portrait de madame Léon Fontaine, née Laure Janné                                                | 1856-1857     | 92 × 75,5 cm                                       | Musées royaux des beaux-arts de Belgique (Bruxelles)                                                            | 1899       |    |                                                                                               |
|       | La Voyante ou La Somnambule                                                                      | 1855 (1865 ?) | 47 × 39 cm                                         | Musée des Beaux-Arts et d'Archéologie de Besançon                                                               | 1934       |    |                                                                                               |
|       | Le Pont d'Ambrussum                                                                              | 1857          | 43 × 68 cm                                         | Musée Fabre (Montpellier)                                                                                       | 1891       |    |                                                                                               |
|       | Souvenir des Cabanes                                                                             | 1857          | 95,3 × 136,4 cm                                    | Philadelphia Museum of Art (Philadelphie)                                                                       | 1917       |    | F 151                                                                                         |
|       | Les Étangs à Palavas                                                                             | 1857          | 37,5 × 46 cm                                       | Musée Fabre (Montpellier)                                                                                       | 1897       |    |                                                                                               |
|       | Portrait de Louis Gueymard                                                                       | 1857          | 148 × 106 cm                                       | Metropolitan Museum of Art (New York)                                                                           | 1919       |    |                                                                                               |
|       | Le Chevreuil mort ou Le Chevreuil pendu                                                          | 1857          | 187 × 128 cm                                       | Collection Mesdag (La Haye)                                                                                     | 1903       |    | hwm0075                                                                                       |
|       | La Curée, chasse au chevreuil dans les forêts du Grand Jura                                      | 1857-1858     | 210 × 183 cm                                       | Museum of Fine Arts (Boston)                                                                                    | 1918       |    | F 188                                                                                         |
|       | Paysage vallonné                                                                                 | 1857-1858     | 72,5 × 92,5 cm                                     | Collection Mesdag (La Haye)                                                                                     | ?          |    | hwm0072                                                                                       |
|       | Chiens de chasse et lièvre mort                                                                  | 1857-1858     | 92,7 × 92,6 cm                                     | Metropolitan Museum of Art (New York)                                                                           | 1933       |    |                                                                                               |
|       | Portrait de Mathilde Cuoq, née Desportes                                                         | 1857          | 176 × 108 cm                                       | Metropolitan Museum of Art (New York)                                                                           | 1929       |    |                                                                                               |
|       | Portrait d'une jeune fille                                                                       | 1857          | 60 × 52,5 cm                                       | National Gallery of Art (Washington)                                                                            | 1963       |    |                                                                                               |
|       | La Vallée                                                                                        | 1857          | 65,4 × 81,3 cm                                     | Philadelphia Museum of Art (Philadelphie)                                                                       | 1917       |    |                                                                                               |
|       | La Méditerranée                                                                                  | 1857          | 23 × 33,5 cm                                       | The Phillips Collection (Washington)                                                                            | 1924       |    |                                                                                               |
|       | Mer calme à Palavas                                                                              | 1857          | 74 × 92 cm                                         | musée Paul Valéry (Sète)                                                                                        | 1952       |    | MNR 880                                                                                       |
|       | Biche morte                                                                                      | 1857          | 33 × 41,5 cm                                       | musée d'Orsay (Paris)                                                                                           | 2002       |    | MNR 652                                                                                       |
|       | Portrait de madame de Brayer dit L'Exilée polonaise                                              | 1858          | 91 × 72 cm                                         | Metropolitan Museum of Art (New York)                                                                           | 1929       |    |                                                                                               |
|       | Un chasseur                                                                                      | 1858          | 70 × 60 cm                                         | Fondation et Collection Emil G. Bührle (Zurich)                                                                 | 1955       |    |                                                                                               |
|       | La Dame de Francfort ou La Dame au sorbet                                                        | 1858          | 104 × 140 cm                                       | Musée Wallraf Richartz (Cologne)                                                                                | 1958       |    | F 235 C 227                                                                                   |
|       | Femme couchée, le repos                                                                          | 1858          | 51 × 64 cm                                         | Musée national de l'art occidental (Tokyo)                                                                      | 1996       |    |                                                                                               |
|       | La Vallée d'Ornans                                                                               | 1858          | 60 × 85 cm                                         | Musée d'art de Saint-Louis (Saint-Louis)                                                                        | 1937       |    |                                                                                               |
|       | Femme aux gants                                                                                  | 1858          | 63,2 × 52,1 cm                                     | Musée des beaux-arts du Canada (Ottawa)                                                                         | 1950       |    |                                                                                               |
|       | Vue de Francfort                                                                                 | 1858          | 54 × 78 cm                                         | Musée Städel (Francfort)                                                                                        | ?          |    |                                                                                               |
|       | Le Repas de chasse                                                                               | 1858          | 207 × 325 cm                                       | Musée Wallraf-Richartz (Cologne)                                                                                | ?          |    |                                                                                               |
|       | Baigneuses dit aussi Deux Femmes nues, peint avec Hector Hanoteau                                | 1858          | 115 × 155 cm [tronquée]                            | Musée Courbet (Ornans)                                                                                          | 1951       | X  | MNR 876                                                                                       |
|       | Cour de ferme près d'Étretat (Ferme et vaches) ou L'Abreuvoir                                    | 1859          | 73,5 × 92,2 cm                                     | Musée des Beaux-Arts de Göteborg (Göteborg)                                                                     | 1925       |    | F 246 Legs Werner Lundqvist, WL 75                                                            |
|       | Bouquet d'asters                                                                                 | 1859          | 46,6 × 61,5 cm                                     | Kustmuseum Basel (Bâle)                                                                                         | ?          |    | F 247 C 238 Dédicacé à Baudelaire                                                             |
|       | Le Chasseur allemand ou Le Chasseur badois                                                       | 1859          | 118 × 174 cm                                       | Musée des Beaux-Arts (Lons-le-Saunier)                                                                          | 1886       |    |                                                                                               |
|       | Après la chasse                                                                                  | 1859 ?        | 236 × 186 cm                                       | Metropolitan Museum of Art (New York)                                                                           | 1929       |    |                                                                                               |
|       | Portrait d'une jeune fille de Salins                                                             | 1860          | 81 × 64 cm ?                                       | Musée Courbet (Ornans)                                                                                          | 1990       |    |                                                                                               |
|       | Trois Écolières                                                                                  | 1860          | 46,2 × 38 cm                                       | Österreichische Galerie Belvedere (Vienne)                                                                      | 1931       |    |                                                                                               |
|       | Le Renard dans la neige                                                                          | 1860          | 86 × 128 cm                                        | Dallas Museum of Art (Dallas)                                                                                   | 1979       |    |                                                                                               |
|       | La roche Oraguay, vallon de Maisières, Doubs                                                     | 1860          | 151,5 × 195 cm                                     | Musée Folkwang (Essen)                                                                                          | 1968       |    | F 262 Prêt Eugen et Agnes von Waldthausen-Platzhoff                                           |
|       | Renard pris dans un piège                                                                        | 1860          | 81,5 × 100,5 cm                                    | Musée national de l'art occidental (Tokyo)                                                                      | 1959       |    |                                                                                               |
|       | Le Renard pris au piège                                                                          | 1860          | ?                                                  | Musée Courbet (Ornans)                                                                                          | 1990       |    |                                                                                               |
|       | Le Puits-Noir                                                                                    | 1860-1865     | 65 × 81 cm                                         | Musée d'art (Baltimore)                                                                                         | 1955       |    |                                                                                               |
|       | La Villageoise au chevreau                                                                       | 1860          | 81 × 65 cm                                         | Musée Courbet (Ornans)                                                                                          | ?          |    | F 268 C 253                                                                                   |
|       | La Femme au miroir                                                                               | 1860          | 54 × 64 cm                                         | Collection particulière, en dépôt au Kunstmuseum (Bâle)                                                         | Après 1938 |    |                                                                                               |
|       | Le Naufrage dans la neige ou La Diligence dans la neige                                          | 1860          | 137,2 × 199,1 cm                                   | National Gallery (Londres)                                                                                      | 1917       |    |                                                                                               |
|       | La Forêt, l'hiver                                                                                | 1860          | 69,9 × 109,2 cm                                    | Cincinnati Art Museum (Cincinnati)                                                                              | 1913       |    |                                                                                               |
|       | Portrait d'une femme : Juliette Courbet                                                          | 1860          | 127 × 103 cm                                       | Musée d'art de Saint-Louis (Saint-Louis)                                                                        | ?          |    |                                                                                               |
|       | Tête de sanglier                                                                                 | 1860 ?        | 44,5 × 62,2 cm                                     | Musée de Brooklyn (Brooklyn)                                                                                    | 1957       |    | En cours de restauration                                                                      |
|       | Paysage avec ruisseau                                                                            | 1860-1870     | 27,5 × 37,5 cm                                     | Musée jurassien d'art et d'histoire, (Delémont)                                                                 |            |    | Fonds Alice Schübeler-Desboeufs, dépôt de la Municipalité de Porrentruy                       |
|       | Le Rut du printemps, combat de cerfs                                                             | 1861          | 355 × 507 cm                                       | Musée d'Orsay (Paris)                                                                                           | 1882       |    |                                                                                               |
|       | Près du lac                                                                                      | 1861          | 39,3 × 44,6 cm                                     | Collection Mesdag (La Haye)                                                                                     | ?          |    | hwm0077                                                                                       |
|       | Portrait de Jules Vallès                                                                         | 1861          | 36,5 × 31,4 cm                                     | Musée Carnavalet (Paris)                                                                                        | 1953       |    |                                                                                               |
|       | Le Cerf à l'eau ou Le Cerf forcé                                                                 | 1861          | 220 × 275 cm                                       | Musée des Beaux-Arts (Marseille)                                                                                | 1865       |    | F 277                                                                                         |
|       | Portrait de Charles Suisse                                                                       | 1861          | 59 × 49 cm                                         | Metropolitan Museum of Art (New York)                                                                           | 1929       |    |                                                                                               |
|       | Portrait de Monsieur Usquin                                                                      | 1861          | 56 × 46,5 cm                                       | Carnegie Museum of Art (Pittsburgh)                                                                             |            |    |                                                                                               |
|       | Le Cheval dérobé                                                                                 | 1861          | 193 × 228 cm                                       | Neue Pinakothek (Munich)                                                                                        | 1912       |    |                                                                                               |
|       | La Source                                                                                        | 1862          | 120 × 74,3 cm                                      | Metropolitan Museum of Art (New York)                                                                           | 1929       |    |                                                                                               |
|       | Le Pêcheur                                                                                       | 1862          | 92 × 73 cm                                         | Galerie nationale d'Oslo (Oslo)                                                                                 | 1947       |    | Don de Peter Hersleb Matthiessen and Ingeborg Topsøe Matthiesen                               |
|       | Ruisseau, vallée de Fontcouverte, étude                                                          | 1862          | 57,2 × 64,8 cm                                     | Metropolitan Museum of Art (New York)                                                                           | 1922       |    |                                                                                               |
|       | Le Rocher isolé                                                                                  | 1862          | 65 × 81,3 cm                                       | Brooklyn Museum (New York)                                                                                      | 1941       |    |                                                                                               |
|       | Panier de fleurs (magnolias)                                                                     | 1862          | 73 × 108,3 cm                                      | Kunsthalle de Brême                                                                                             | 1914       |    |                                                                                               |
|       | Portrait de Mme Robin dit La Grand-Mère ou Portrait d'Anika Psalmon, Mme Robin                   | 1862          | 92 × 73 cm                                         | Minneapolis Institute of Art (Minneapolis)                                                                      | 1940       |    |                                                                                               |
|       | Bouquet de fleurs dans un vase                                                                   | 1862          | 100 × 73,3 cm                                      | Getty Center (Los Angeles)                                                                                      | 1985       |    |                                                                                               |
|       | La Charente à Port-Berteau                                                                       | 1862          | 54 × 65 cm                                         | Fitzwilliam Museum (Cambridge)                                                                                  | 1999       |    | F 326                                                                                         |
|       | La Charente, Port-Berteau                                                                        | 1862          | 41 × 60,8 cm                                       | Philadelphia Museum of Art (Philadelphie)                                                                       | 1917       |    |                                                                                               |
|       | La Ronde enfantine ou Sous les arbres à Port-Berteau, enfants dansant                            | 1862          | 66,5 × 52,1 cm                                     | Précédemment Fitzwilliam Museum (Cambridge) ; restituée en 2023 aux descendants du propriétaire initial spolié. | 1951 2023  |    | Œuvre spoliée à Paris par les nazis en 1941 ; restituée en 2023.                              |
|       | Portrait d'un homme                                                                              | 1862 ?        | 41 × 33 cm                                         | Metropolitan Museum of Art (New York)                                                                           | 1929       |    | Jules Luquet ?                                                                                |
|       | Portrait supposé d'Hippolyte Pradelles                                                           | 1862-1863     | 53,6 × 45,4 cm                                     | Collection Mesdag (La Haye)                                                                                     | 1903       |    | hwm0078                                                                                       |
|       | Portrait de Louis-Augustin Auguin                                                                | 1862          | 72 × 54 cm                                         | Musée Courbet (Ornans)                                                                                          | 1992       | X  |                                                                                               |
|       | Portrait de Pierre-Auguste Fajon                                                                 | 1862          | 48 × 38 cm                                         | Musée Fabre (Montpellier)                                                                                       | 1876       |    |                                                                                               |
|       | Rêverie dit Portrait de Gabrielle Borreau                                                        | 1862          | 63,5 × 77 cm                                       | The Art Institute of Chicago (Chicago)                                                                          | 1987       |    |                                                                                               |
|       | Portrait d'Émile Ollivier                                                                        | 1862 ?        | 50,2 × 40 cm                                       | Neue Pinakothek (Munich)                                                                                        | 1912       |    |                                                                                               |
|       | L'Âne                                                                                            | 1862-1863     | 25 × 38,4 cm                                       | Petit Palais (Paris)                                                                                            | 1913       |    |                                                                                               |
|       | Femme nue tenant une branche de cerisier                                                         | 1863          | 75 × 61 cm                                         | Metropolitan Museum of Art (New York)                                                                           | 1929       |    |                                                                                               |
|       | La Dame au chapeau noir, portrait de Laure Borreau                                               | 1863          | 81 × 59 cm                                         | Cleveland Museum of Art (Cleveland)                                                                             | 1962       |    |                                                                                               |
|       | Fleurs dans un vase                                                                              | 1863          | 65 × 54 cm                                         | Musée de l'Ermitage (Saint-Pétersbourg)                                                                         | ?          |    | F 360                                                                                         |
|       | Fleurs dans un panier                                                                            | 1863          | 75 × 100 cm                                        | Kelvingrove Art Gallery and Museum (Glasgow)                                                                    | 1950       |    |                                                                                               |
|       | Lilas, roses et tulipes dans un vase                                                             | 1863          | 65,1 × 54,3 cm                                     | Norton Simon Museum (Pasadena)                                                                                  | 1979       |    |                                                                                               |
|       | Le Treillis ou Jeune Fille arrangeant des fleurs                                                 | 1863          | 110 × 135 cm                                       | Musée d'art de Toledo (Toledo (Ohio))                                                                           | 1950       |    |                                                                                               |
|       | Lys et camélias                                                                                  | 1863          | 40,6 × 21,6 cm                                     | Collection Burrell (Glasgow)                                                                                    | 1925       |    |                                                                                               |
|       | La Chasse au renard                                                                              | 1863-1867     | 108 × 133 cm                                       | Kunsthalle de Mannheim (Mannheim)                                                                               | 1910       |    |                                                                                               |
|       | Portrait de Monsieur Corbinaud                                                                   | 1863          | 73 × 54 cm                                         | Petit Palais (Paris)                                                                                            | 1906       |    | Anc. coll. Théodore Duret F 354                                                               |
|       | La Source de Léri                                                                                | 1863          | 62 × 81 cm                                         | Musée des beaux-arts (Budapest)                                                                                 | 1948       |    | F 349                                                                                         |
|       | Portrait de Jean-Paul Mazaroz                                                                    | 1863          | ?                                                  | Musée des Beaux-Arts (Lons-le-Saunier)                                                                          | 2005       |    |                                                                                               |
|       | Le Moulin à eau                                                                                  | 1864 ?        | 75 × 100 cm                                        | Musée Pouchkine (Moscou)                                                                                        | ?          |    | Ж-2964                                                                                        |
|       | Portrait de Madame Félice Buchon                                                                 | 1864          | 55,5 × 46 cm                                       | Musée von der Heydt (Wuppertal)                                                                                 | 1978       |    | Achat Galerie Nathan, Zürich F 426 G 1354                                                     |
|       | La Source du Lison                                                                               | 1864          | 65,5 × 85 cm                                       | Alte Nationalgalerie (Berlin)                                                                                   | ?          |    | NG 11/69                                                                                      |
|       | La Femme aux bas blancs ou Les Bas blancs                                                        | 1864          | 65 × 81 cm                                         | Fondation Barnes (Philadelphie)                                                                                 |            |    | BF 810                                                                                        |
|       | Renard mort suspendu à un arbre, dans la neige                                                   | 1864          | 133 × 100 cm                                       | Nationalmuseum (Stockholm)                                                                                      | 1970       |    | F 384                                                                                         |
|       | Série La Source de la Loue                                                                       | 1863-1864     |                                                    | |            |    |                                                                                               |
|       | Paysage de mer                                                                                   | 1863          | 55 × 65 cm                                         | Musée national (Varsovie)                                                                                       | 1956       |    |                                                                                               |
|       | Le Chêne de Flagey                                                                               | 1864          | 89 × 110 cm                                        | Musée Courbet (Ornans)                                                                                          | 2012       |    |                                                                                               |
|       | La Réflexion ou La Méditation                                                                    | 1864          | 54 × 45 cm                                         | Musée de la Chartreuse de Douai                                                                                 | 1870       |    |                                                                                               |
|       | La Roche pourrie, étude géologique                                                               | 1864          | 59,5 × 73,4 cm                                     | Musée Max Clodet (Salins-les-Bains)                                                                             | ?          |    | F 409 C 387                                                                                   |
|       | La Femme au chat                                                                                 | 1864          | 73 × 57 cm                                         | Worcester Art Museum (Worcester)                                                                                | 1940       |    |                                                                                               |
|       | Le Miroir de Scey                                                                                | 1864          | 60 × 74,3 cm                                       | Musée d'art de San Diego (San Diego)                                                                            | 1940       |    |                                                                                               |
|       | Chasseur à cheval retrouvant la piste                                                            | 1864          | 119 × 95 cm                                        | Yale University Art Gallery (New Haven)                                                                         | 1907       |    |                                                                                               |
|       | Le Grand Pont                                                                                    | 1864          | 95 × 127,5 cm                                      | Yale University Art Gallery (New Haven)                                                                         | 2001       |    | Œuvre spoliée, restituée                                                                      |
|       | Le Gour de Conche                                                                                | 1864          | 74 × 60 cm                                         | Musée des beaux-arts et d'archéologie (Besançon)                                                                | 1950       |    | MNR 185                                                                                       |
|       | La Grotte Sarrazine près Nans-sous-Sainte-Anne                                                   | 1864          | 50 × 60 cm                                         | Getty Center (Los Angeles)                                                                                      | 2004       |    | F 392                                                                                         |
|       | Paysage près d'Ornans                                                                            | 1864          | 88,8 × 127,2 cm                                    | Musée d'art de Toledo (Toledo (Ohio))                                                                           | 1964       |    |                                                                                               |
|       | Rochers                                                                                          | 1864          | 60 × 74 cm                                         | Musée national des beaux-arts d'Argentine (Buenos Aires)                                                        | ?          |    |                                                                                               |
|       | La Grotte Sarrazine                                                                              | 1864          | 46 × 55 cm                                         | Musée des Beaux-Arts (Lons-le-Saunier)                                                                          | 1900       |    | F 407                                                                                         |
|       | Portrait de Béatrice Bouvet                                                                      | 1864          | 91,9 × 73,2 cm                                     | Musée national de Cardiff                                                                                       | 1976       |    |                                                                                               |
|       | Paysage dans le Jura                                                                             | 1864 ?        | 73 × 91,7 cm                                       | Legion of Honor (San Francisco)                                                                                 | 1961       |    | Collection Mildred                                                                            |
|       | Scène de chasse sous la neige                                                                    | 1864          | 46 × 55 cm                                         | Musée de la Chasse et de la Nature (Paris)                                                                      | 2025       |    |                                                                                               |
|       | Le Coup de vent                                                                                  | 1865 ?        | 147 × 231 cm                                       | Musée des beaux-arts de Houston                                                                                 | 2002       |    |                                                                                               |
|       | Femme aux pigeons                                                                                | 1865 ?        | 80 × 60,5 cm                                       | Fondation Barnes (Philadelphie)                                                                                 | ?          |    |                                                                                               |
|       | Le Puits Noir                                                                                    | 1865 ?        | 60 × 81 cm                                         | Musée des Beaux-Arts et d'archéologie (Besançon)                                                                | 1947       |    | Vente forcée en 1940                                                                          |
|       | Tête d'enfant                                                                                    | 1865          | 40,3 × 31,8 cm                                     | Fondation Barnes (Philadelphie)                                                                                 | 1923       |    |                                                                                               |
|       | Femme couchée                                                                                    | 1865          | 77 × 128 cm                                        | Musée de l'Ermitage (Saint-Pétersbourg)                                                                         | ?          |    | Collection Bernhard Koehler, toile réclamée                                                   |
|       | Pierre Joseph Proudhon et ses enfants en 1853                                                    | 1865          | 147 × 198 cm                                       | Petit Palais (Paris)                                                                                            | 1900       |    |                                                                                               |
|       | Portrait d'Euphrasie Proudhon, née Piégard                                                       | 1865          | 73 × 59 cm                                         | Musée d'Orsay (Paris)                                                                                           | 1970       |    |                                                                                               |
|       | Paysage marin                                                                                    | 1865 ?        | 89,5 × 116,2 cm                                    | Musée des beaux-arts de Houston                                                                                 | ?          |    |                                                                                               |
|       | Pierre-Joseph Proudhon                                                                           | 1865          | 55,5 × 72,3 cm                                     | Musée d'Orsay (Paris)                                                                                           | 1958       |    |                                                                                               |
|       | Petit Autoportrait                                                                               | 1865-1866     | 33,7 × 43,5 cm                                     | Musée des beaux-arts (San Francisco)                                                                            | 1969       |    | cf. Esquisse de 1865 au MET                                                                   |
|       | La Dame à l'ombrelle ou Mademoiselle Aubé de La Houble                                           | 1865          | 92,1 × 73,7 cm                                     | Collection Burrell (Glasgow)                                                                                    | 1944       |    |                                                                                               |
|       | Le Ruisseau couvert (Le Puits-Noir)                                                              | 1865          | 93,5 × 131,5 cm                                    | Musée d'Orsay (Paris)                                                                                           | 1883       |    | F 462                                                                                         |
|       | Le Ruisseau du Puits noir                                                                        | 1865 ?        | 80 × 100 cm                                        | Musée des Augustins de Toulouse                                                                                 | 1912       |    |                                                                                               |
|       | La Loue à la Scey-en-Varais                                                                      | 1865          | 57 × 79,5 cm                                       | Musée Courbet (Ornans)                                                                                          | ?          |    |                                                                                               |
|       | Une papeterie à Ornans                                                                           | 1865          | 60 x 73 cm                                         | Musée Courbet (Ornans)                                                                                          | 1912       |    |                                                                                               |
|       | Paysage avec cascade                                                                             | 1865 ?        | 91,4 × 81,3 cm                                     | Yale University Art Gallery (New Haven)                                                                         | 1956       |    |                                                                                               |
|       | Paysage près de Maizières                                                                        | 1865          | 50 × 65 cm                                         | Neue Pinakothek (Munich)                                                                                        | 1912       |    |                                                                                               |
|       | Paysage aux environs d'Ornans                                                                    | 1865-1869     | ?                                                  | Musée Sarret de Grozon (Arbois)                                                                                 | 1933       |    |                                                                                               |
|       | Falaises près d'Ornans                                                                           | 1865          | 85 × 105 cm                                        | Musée Courbet (Ornans)                                                                                          |            |    |                                                                                               |
|       | Marée montante                                                                                   | 1865          | 49 × 59 cm                                         | Château-musée (Boulogne-sur-Mer)                                                                                | 1927       |    | F 501                                                                                         |
|       | Série Jo, la belle irlandaise                                                                    | 1865-1866     | variable                                           | |            |    |                                                                                               |
|       | Marée basse, immensité                                                                           | 1865-1866     | 50,2 × 61 cm                                       | Norton Simon Museum (Pasadena)                                                                                  | 1970       |    |                                                                                               |
|       | Marine. Le Calme                                                                                 | 1865-1867     | 45 × 54,5 cm                                       | Musée des Beaux-Arts (Lons-le-Saunier)                                                                          | ?          |    | F 501                                                                                         |
|       | Soleil couchant, marine                                                                          | 1865-1869     | 39,4 × 55,9 cm                                     | Spencer Museum of Art (Lawrence, Kansas)                                                                        | ?          |    |                                                                                               |
|       | Rue de village en hiver                                                                          | 1865-1870     | 44 × 54 cm                                         | Musée Städel (Francfort)                                                                                        | ?          |    |                                                                                               |
|       | Paysage avec effet de neige et une biche                                                         | 1865-1870     | 38 × 46 cm                                         | Musée national de Varsovie (Varsovie)                                                                           | 1948       |    |                                                                                               |
|       | Le Bateau de pêche                                                                               | 1865          | 65 × 81 cm                                         | Metropolitan Museum of Art (New York)                                                                           | 1899       |    |                                                                                               |
|       | Falaise au bord de la mer, ou Petite Plage, soleil levant                                        | 1865          | 35,9 × 60 cm                                       | The Art Institute of Chicago (Chicago)                                                                          | 2001       |    | F 500                                                                                         |
|       | La Femme au podoscaphe                                                                           | 1865          | 170,5 × 208 cm                                     | Musée d'art Murauchi (Tokyo)                                                                                    | ?          |    |                                                                                               |
|       | Portrait de M. Nodler, fils aîné                                                                 | 1865          | 92 × 73 cm                                         | Smith College Museum of Art (Northampton)                                                                       | 1935       |    |                                                                                               |
|       | Portrait de M. Nodler, jeune                                                                     | 1865          | 93 × 73 cm                                         | Museum of Fine Arts (Springfield)                                                                               | 1954       |    |                                                                                               |
|       | Le Petit Ruisseau                                                                                | 1865 ?        | 53,4 × 72,3 cm                                     | Musée des beaux-arts de Gand                                                                                    | 1924       |    |                                                                                               |
|       | La Mer près de Trouville                                                                         | 1865          | 54 × 64 cm                                         | Musée Wallraf Richartz (Cologne)                                                                                | ?          |    |                                                                                               |
|       | La Plage à Trouville                                                                             | 1865          | 48,9 × 65,1 cm                                     | Musée Khanenko (Kiev)                                                                                           | 2012       |    | Dédié « à mon ami Nodler »                                                                    |
|       | Trois Jeunes Anglaises à la fenêtre                                                              | 1865          | 93 × 73 cm                                         | Ny Carlsberg Glyptotek (Copenhague)                                                                             | ?          |    |                                                                                               |
|       | Marée basse à Trouville                                                                          | 1865          | 59,6 × 72,6 cm                                     | Walker Art Gallery (Liverpool)                                                                                  | 1961       |    | F 519                                                                                         |
|       | Les Roches-Noires à Trouville                                                                    | 1865          | 50 × 61 cm                                         | National Gallery of Art (Washington)                                                                            | 2011       |    |                                                                                               |
|       | Marine dite Marée basse (Eternity)                                                               | 1865          | 65 × 79,3 cm                                       | Museum and Art Gallery, Bristol                                                                                 | 1952       |    |                                                                                               |
|       | Trois baigneuses                                                                                 | 1865-1869     | 129 × 96 cm                                        | Petit Palais, Paris                                                                                             | 1909       |    |                                                                                               |
|       | Les Chevreuils                                                                                   | 1865 ?        | 74,5 × 92,5 cm                                     | Metropolitan Museum of Art (New York)                                                                           | 1929       |    |                                                                                               |
|       | Le Ruisseau de la Brême                                                                          | 1865          | ?                                                  | Musée des Beaux-Arts et d'archéologie (Besançon)                                                                | ?          |    |                                                                                               |
|       | L'Épave                                                                                          | 1865-1870     | 95 × 145 cm ?                                      | Musée Mainssieux (Voiron)                                                                                       | ?          |    |                                                                                               |
|       | Paysage d'hiver près d'Ornans                                                                    | 1865-1870     | 51 × 60 cm                                         | Musée von der Heydt (Wuppertal)                                                                                 | 1964       |    | Achat en 1912 par August von der Heydt G 1158                                                 |
|       | Le Sommeil ou Les Deux Amies ou Paresse et Luxure                                                | 1866          | 135 × 200 cm                                       | Petit Palais (Paris)                                                                                            | 1953       |    |                                                                                               |
|       | Le Réveil                                                                                        | 1866          | 77 × 100 cm                                        | Kunstmuseum Bern (Berne)                                                                                        | ?          |    |                                                                                               |
|       | Solitude ou le ruisseau couvert                                                                  | 1866          | 94,5 × 136,5 cm                                    | Musée Fabre (Montpellier)                                                                                       |            |    |                                                                                               |
|       | Femme endormie                                                                                   | 1866          | 50,5 × 65,5 cm                                     | Collection Mesdag (La Haye)                                                                                     |            |    | hwm0074                                                                                       |
|       | L'Origine du monde                                                                               | 1866          | 55 × 46 cm                                         | Musée d'Orsay (Paris)                                                                                           | 1995       |    |                                                                                               |
|       | La Remise des chevreuils en hiver                                                                | 1866          | 54 × 72,5 cm                                       | Musée des beaux-arts (Lyon)                                                                                     | 1883       |    |                                                                                               |
|       | Remise de chevreuils au ruisseau de Plaisir-Fontaine                                             | 1866          | 174 × 209 cm                                       | Musée d'Orsay (Paris)                                                                                           | 1890       |    |                                                                                               |
|       | La Remise des chevreuils au ruisseau de Plaisir-Fontaine                                         | 1866          | 46 × 61 cm                                         | Musées royaux des beaux-arts de Belgique (Bruxelles)                                                            | 1945       |    | Legs baronne Lemonnier Inv. 6360                                                              |
|       | Bords du Doubs, effets d'automne                                                                 | 1866          | 81,3 × 65,4 cm                                     | Yale University Art Gallery (New Haven)                                                                         | 1939       |    |                                                                                               |
|       | La Femme au perroquet                                                                            | 1866          | 129 × 195 cm                                       | Metropolitan Museum of Art (New York)                                                                           | 1929       |    |                                                                                               |
|       | Les Lévriers du comte de Choiseul                                                                | 1866          | 89 × 117 cm                                        | Musée d'art de Saint-Louis (Saint-Louis)                                                                        | 1953       |    |                                                                                               |
|       | L'Écluse de la Loue                                                                              | 1866          | 64,5 × 54 cm                                       | Alte Nationalgalerie (Berlin)                                                                                   | 1906       |    |                                                                                               |
|       | Grotte de la Loue enneigée                                                                       | vers 1866     | 74,6 × 97,5 cm                                     | Musée Courbet (Ornans)                                                                                          | ?          |    | F 589 C 580                                                                                   |
|       | Le Ruisseau de la Brême                                                                          | 1866          | 114 × 89 cm                                        | Musée Thyssen-Bornemisza (Madrid)                                                                               | 1986       |    |                                                                                               |
|       | La Jeune Baigneuse                                                                               | 1866          | 130,2 × 97,2 cm                                    | Metropolitan Museum of Art (New York)                                                                           | 1929       |    |                                                                                               |
|       | Mer calme                                                                                        | 1866          | 54 × 64 cm                                         | National Gallery of Art (Washington)                                                                            | 1985       |    |                                                                                               |
|       | La Trombe                                                                                        | 1866          | 43 × 56 cm                                         | Philadelphia Museum of Art (Philadelphie)                                                                       | ?          |    |                                                                                               |
|       | Biche courant ou Le Change (variante)                                                            | 1865-1866     | 65 × 81 cm                                         | Musée Pouchkine (Moscou)                                                                                        | ?          |    | Ж-3028                                                                                        |
|       | Le Change, épisode de chasse au chevreuil en Franche-Comté                                       | 1866          | 97 × 130 cm                                        | Musée d'Ordrupgaard (Copenhague)                                                                                | 1951       |    | F 558                                                                                         |
|       | La Mort de Desdémone                                                                             | 1866          | 79 × 97 cm                                         | Menard Art Museum (Komaki)                                                                                      | ?          |    |                                                                                               |
|       | La Bergère ou La Fileuse bretonne                                                                | 1866          | 129 × 199 cm                                       | Fondation Barnes (Philadelphie)                                                                                 | 1923       |    | F 547                                                                                         |
|       | Jeune femme lisant                                                                               | 1866-1868     | 155 × 89 cm                                        | National Gallery of Art de Washington                                                                           | 1963       |    | Anc. coll. Max Silberberg F 287                                                               |
|       | Le Chevreuil chassé aux écoutes, printemps                                                       | 1867          | 115,5 × 89 cm                                      | musée d'Orsay (Paris)                                                                                           | 1888       |    | Dépôt au musée Jules Chéret de Nice                                                           |
|       | Le Cerf dans la forêt                                                                            | 1867          | 72 × 93 cm                                         | Musée du château de Flers (Flers)                                                                               | 1919       |    | Legs Julien Salles                                                                            |
|       | L'Hallali du cerf                                                                                | 1867          | 355 × 505 cm                                       | Musée des Beaux-Arts et d'Archéologie (Besançon)                                                                | 1881       |    | F 612 C 595                                                                                   |
|       | Les Braconniers, Ornans                                                                          | 1867          | 102 × 122 cm                                       | GNAM (Rome) | 1970       |    | Variante plus petite, Besançon, MNR 176                                                       |
|       | Portrait d'Armand Gautier                                                                        | 1867          | ?                                                  | Palais des beaux-arts (Lille)                                                                                   | ?          |    |                                                                                               |
|       | La Sieste pendant la saison des foins (montagnes du Doubs)                                       | 1867          | 212 × 273 cm                                       | Petit Palais (Paris)                                                                                            | 1881       |    |                                                                                               |
|       | Au bord de l'étang                                                                               | 1867          | 80,6 × 100 cm                                      | Brooklyn Museum (Brooklyn)                                                                                      | 1992       |    |                                                                                               |
|       | La Mer en automne                                                                                | 1867          | 54 × 73 cm                                         | Musée d'art Ōhara (Kurashiki)                                                                                   | ?          |    | F 606                                                                                         |
|       | La Mer                                                                                           | 1867          | 105 × 128 cm                                       | Musée Pouchkine (Moscou)                                                                                        | ?          |    | Ж-969                                                                                         |
|       | La Dame aux bijoux                                                                               | 1867          | 81 × 64 cm                                         | Musée des beaux-arts (Caen)                                                                                     | 1975       |    |                                                                                               |
|       | Femme hollandaise dit aussi Portrait de jeune femme                                              | 1867          | 80 × 64 cm                                         | Musée national de l'art occidental (Tokyo)                                                                      | ?          |    | F 625                                                                                         |
|       | Les Enfants du pêcheur dit aussi Marine (Saint-Aubin-sur-Mer)                                    | 1867          | 54 × 65 cm                                         | Musée Thyssen-Bornemisza (Madrid)                                                                               | 1978       |    |                                                                                               |
|       | Paysage sous la neige                                                                            | 1867          | 81 × 107 cm                                        | Musée de Grenoble                                                                                               | 1976       |    |                                                                                               |
|       | La Source                                                                                        | 1868          | 128 × 97 cm                                        | Musée d'Orsay (Paris)                                                                                           | 1919       |    |                                                                                               |
|       | Stream of the Puits-Noir at Ornans                                                               | 1868          | 100 × 150,5 cm                                     | Norton Simon Museum (Pasadena)                                                                                  | 1976       |    |                                                                                               |
|       | The Valley of Les Puits-Noir                                                                     | 1868          | 111,1 × 137,8 cm                                   | Art Institute of Chicago (Chicago)                                                                              | 1956       |    | F 633                                                                                         |
|       | Chevreuils près d'un ruisseau                                                                    | 1868          | 95,5 × 129,8 cm                                    | Musée d'art Kimbell (Fort Worth)                                                                                | 1968       |    |                                                                                               |
|       | Chevreuil et chevrette dans la forêt                                                             | 1868          | 130 × 97 cm                                        | Minneapolis Institute of Arts (Minneapolis)                                                                     | 1962       |    |                                                                                               |
|       | Bords de la Loue avec rochers à gauche                                                           | 1868          | 70,8 × 107,3 cm                                    | Brooklyn Museum (Brooklyn)                                                                                      | 2020       |    | F 396 Vente Christie's                                                                        |
|       | L'Aumône d'un mendiant à Ornans                                                                  | 1868          | 210,9 × 175,3 cm                                   | Collection Burrell (Glasgow)                                                                                    | 1925       |    | F 660 C 641                                                                                   |
|       | Paysage d'hiver                                                                                  | 1868          | ?                                                  | Museu Nacional de Arte Antiga (Lisbonne)                                                                        | ?          |    |                                                                                               |
|       | La Femme à la vague                                                                              | 1868          | 65 × 54 cm                                         | Metropolitan Museum of Art (New York)                                                                           | 1929       |    |                                                                                               |
|       | Portrait de Pierre Dupont                                                                        | 1868          | 52 × 40 cm                                         | Staatliche Kunsthalle Karlsruhe (Karlsruhe)                                                                     | 1927       |    |                                                                                               |
|       | Femme nue au chien                                                                               | 1868          | 65 × 81 cm                                         | Musée d'Orsay (Paris)                                                                                           | 1979       |    |                                                                                               |
|       | Le Cèdre d'Hauteville                                                                            | 1868          | 69 × 89 cm                                         | Musée des beaux-arts (Budapest)                                                                                 | ?          |    | F 971                                                                                         |
|       | Ruisseau dans la forêt                                                                           | 1868-1877     | 50,5 × 61,3 cm                                     | Metropolitan Museum of Art (New York)                                                                           | 1967       |    | Don de Ralph Weiler                                                                           |
|       | La Gitane pensive                                                                                | 1869          | 50,3 × 61 cm                                       | Musée national de l'art occidental (Tokyo)                                                                      | 1959       |    |                                                                                               |
|       | Portrait de Gustave Mathieu dit L'Homme à la rose                                                | 1869          | 73 × 60 cm                                         | Musée Oskar Reinhart « Am Römerholz » (Winterthour)                                                             | 1930       |    |                                                                                               |
|       | Portrait de Paul Chenavard                                                                       | 1869          | 54 × 46 cm                                         | Musée des beaux-arts (Lyon)                                                                                     | 1882       |    |                                                                                               |
|       | Rochers à Ornans                                                                                 | 1869          | 27 × 34,5 cm                                       | Petit Palais (Paris)                                                                                            | 1920       |    | F 675                                                                                         |
|       | Malle babe d'après Frans Hals                                                                    | 1869          | 85 × 71 cm                                         | Kunsthalle de Hambourg                                                                                          | ?          |    | F 708                                                                                         |
|       | Les falaises près d'Étretat                                                                      | 1869 ?        | 93 × 114 cm                                        | Musée von der Heydt (Wuppertal)                                                                                 | 1961       |    | G 0115                                                                                        |
|       | Bord du lac Léman, près de Vevey, dit aussi Paysage au lac                                       | 1869          | 50 × 61 cm                                         | Musée des beaux-arts et d'archéologie (Besançon)                                                                | 1953       |    | MNR 659                                                                                       |
|       | Série La Vague                                                                                   | 1869-1870     |                                                    | |            |    |                                                                                               |
|       | La Falaise d'Étretat après l'orage                                                               | 1869          | 133 × 162 cm                                       | Musée d'Orsay (Paris)                                                                                           | 1951       |    | MNR 561                                                                                       |
|       | Marée basse, soleil couchant (L'Immensité)                                                       | 1869          | 60 × 82,2 cm                                       | Victoria and Albert Museum (Londres)                                                                            | 1901       |    | F 696                                                                                         |
|       | Mer calme                                                                                        | 1869          | 60 × 73 cm                                         | Metropolitan Museum of Art (New York)                                                                           | 1929       |    | F 712                                                                                         |
|       | Les Roches de Hautepierre-Mouthier                                                               | 1869          | 80 × 100 cm                                        | The Art Institute of Chicago (Chicago)                                                                          | 1967       |    | Anc. coll. Max Silberberg                                                                     |
|       | Les rochers d'Ornans ou Les rochers de Mouthier                                                  | 1869          | 97 × 134 cm                                        | Musée des Beaux-Arts de Carcassonne                                                                             |            |    |                                                                                               |
|       | La Trombe, Étretat                                                                               | 1869          | 54 × 80 cm                                         | Musée des Beaux-Arts (Dijon)                                                                                    | 1974       |    | F 753                                                                                         |
|       | Falaises à Étretat                                                                               | 1869          | 66 × 82 cm                                         | Alte Nationalgalerie (Berlin)                                                                                   | 1976       |    | Achat galerie Nathan, Zürich                                                                  |
|       | L'Arbre                                                                                          | vers 1870     | 72 × 59 cm                                         | Musée d'art et d'histoire (Fribourg)                                                                            | ?          |    |                                                                                               |
|       | Jules-Antoine Castagnary                                                                         | 1870          | 55,5 × 46,3 cm                                     | Musée d'Orsay (Paris)                                                                                           | 1931       |    |                                                                                               |
|       | Remise de cerfs au crépucule                                                                     | 1870          | 66 × 92 cm                                         | Musée d'Orsay (Paris)                                                                                           | 1926       |    | F 735                                                                                         |
|       | Marine. The Watersprout                                                                          | 1870          | 69 × 99,7 cm                                       | Metropolitan Museum of Art (New York)                                                                           | 1929       |    |                                                                                               |
|       | Gustave Chaudey                                                                                  | 1870          | 62 × 49 cm                                         | Musée des beaux-arts (Troyes)                                                                                   | ?          |    |                                                                                               |
|       | Portrait supposé de Félix Bracquemond                                                            | 1870          | ?                                                  | Musée Courbet (Ornans)                                                                                          | ?          |    |                                                                                               |
|       | Effet de neige dans une carrière                                                                 | 1870          | 43 × 60,2 cm                                       | Musée Artizon (Tokyo)                                                                                           | ?          |    |                                                                                               |
|       | Portrait de Jules Bordet                                                                         | 1870          | 60 × 50 cm                                         | Nationalmuseum (Stockholm)                                                                                      | ?          |    | Prêt collection Ferenc Hatvany                                                                |
|       | Le Vieil Arbre dans une gorge                                                                    | 1871          | 92 × 74 cm                                         | Musée cantonal des beaux-arts (Lausanne)                                                                        | ?          |    |                                                                                               |
|       | Série Nature morte aux fruits                                                                    | 1871-1872     |                                                    | |            |    |                                                                                               |
|       | Le Bouquet de fleurs                                                                             | 1871          | 22 × 29 cm                                         | Musée des beaux-arts et de la dentelle (Alençon)                                                                | ?          |    |                                                                                               |
|       | La Source parmi les rochers du Doubs                                                             | 1871          |                                                    | Musée Courbet (Ornans)                                                                                          |            |    |                                                                                               |
|       | Femme aux dahlias dite Tête de roussotte                                                         | 1871-1872     | 55,6 × 46,7 cm                                     | Philadelphia Museum of Art (Philadelphie)                                                                       | 1963       |    |                                                                                               |
|       | Portrait d'une jeune fille                                                                       | 1871-1872     | 75,5 × 60cm                                        | Österreichische Galerie Belvedere (Vienne)                                                                      | 1908       | X  | Inscrit sur le côté droit (peut-être d'une main inconnue) : G. Courbet / Fribourg 72          |
|       | Branche de pommier en fleurs                                                                     | 1872          | 33 × 41 cm                                         | musée d'Orsay (Paris)                                                                                           | 1973       |    | F 782                                                                                         |
|       | Le Torrent                                                                                       | 1872 (mars)   | ?                                                  | Honolulu Museum of Art (Honolulu)                                                                               | ?          |    |                                                                                               |
|       | Les falaises de la Loue                                                                          | 1872          | 48,5 × 59,5 cm                                     | Musée des beaux-arts de Gand                                                                                    | 1910       |    |                                                                                               |
|       | Lac près de Saint-Point                                                                          | 1872          | 48,9 × 58,4 cm                                     | Musée d'art de San Antonio (San Antonio)                                                                        | 2005       |    |                                                                                               |
|       | Paysage du Jura                                                                                  | 1872          | 104 × 129 cm                                       | Musée jurassien d'art et d'histoire (Delémont)                                                                  | 2015       |    | Leg Hugo Berthold Saemann                                                                     |
|       | Autoportrait à Sainte-Pélagie                                                                    | vers 1872     | 92,5 × 73,' cm                                     | Musée Courbet (Ornans)                                                                                          | 1882       | X  |                                                                                               |
|       | La Source bleue                                                                                  | 1872          | 82 × 99 cm                                         | Nationalmuseum (Stockholm)                                                                                      | ?          |    |                                                                                               |
|       | Rochers près de la grotte de la Loue                                                             | 1872          | 65,8 × 82 cm                                       | Neue Pinakothek (Munich)                                                                                        | 1957       |    |                                                                                               |
|       | Paysage à la falaise avec cascade                                                                | 1872          | 61 × 73 cm                                         | Rijksmuseum (Amsterdam)                                                                                         | 1900       |    |                                                                                               |
|       | Petite Marine                                                                                    | 1872          | 35,5 × 46,5 cm                                     | Rijksmuseum Twenthe (Enschede)                                                                                  |            |    |                                                                                               |
|       | La Mer, à Étretat                                                                                | 1872          | 38 × 46 cm                                         | Musée des beaux-arts (Caen)                                                                                     | 1898       |    | F 817                                                                                         |
|       | La Truite                                                                                        | 1872 (été)    | 55,5 × 87 cm                                       | Kunsthaus (Zurich)                                                                                              | 1935       |    | Antidaté 1871                                                                                 |
|       | Les Trois Truites de la Loue                                                                     | 1872          | 107 × 87,5 cm                                      | Kunstmuseum Bern (Berne)                                                                                        | 1963       |    |                                                                                               |
|       | Paysage avec rochers                                                                             | 1872          | 73 × 93 cm                                         | Musée des beaux-arts (Budapest)                                                                                 | ?          |    | F 832 C 835                                                                                   |
|       | Paysage aux environs d'Ornans [aux sapins]                                                       | vers 1872     | 59,5 × 73,4 cm                                     | Musée Courbet (Ornans)                                                                                          | ?          |    | F 833 C 836                                                                                   |
|       | Paysage avec pêcheur                                                                             | 1872          | 50,2 × 61,3 cm                                     | National Gallery of Art (Washington)                                                                            | 2014       |    |                                                                                               |
|       | Vue d'Ornans ou Le Miroir d'Ornans                                                               | 1872          | 53 × 64 cm                                         | Musée Courbet (Ornans)                                                                                          | 1953       |    | MNR 181                                                                                       |
|       | Cascade in a Rocky Landscape                                                                     | 1872-1874     | 57,8 × 73,6 cm                                     | Indianapolis Museum of Art (Indianapolis)                                                                       | ?          |    |                                                                                               |
|       | The Stream of the Black Well                                                                     | 1872-1873     | 46,5 × 55,5 cm                                     | Walters Art Museum (Baltimore)                                                                                  | 1931       |    |                                                                                               |
|       | Le Veau blanc                                                                                    | 1872-1873     | 115 × 145 cm                                       | Musée Courbet (Ornans)                                                                                          | 2011       |    | F 880 [variante, grande] Don de Jean Betoulle-Beaubatie                                       |
|       | Vue de la Caverne des Géants près de Saillon, ou Paysage fantastique aux rochers anthropomorphes | vers 1873     | 93 × 87 cm                                         | Musée de Picardie (Amiens)                                                                                      |            |    | Anciennement daté 1865                                                                        |
|       | Paysage, Chatel St Denis, Scey-en-Varais                                                         | 1873          | 66 × 80,6 cm                                       | Victoria and Albert Museum (Londres)                                                                            | 1901       |    |                                                                                               |
|       | Série du Château de Chillon                                                                      | 1873-1876     |                                                    | |            |    |                                                                                               |
|       | Cheval dans une écurie                                                                           | 1873          | 60 × 73,3 cm                                       | Musée national de l'art occidental (Tokyo)                                                                      | 1959       |    | F 882                                                                                         |
|       | Route ensoleillée                                                                                | 1873-1877     | 26,7 × 37,2 cm                                     | Collection Mesdag (La Haye)                                                                                     | ?          |    | hwm0076                                                                                       |
|       | La Truite                                                                                        | 1873          | 65,5 × 98,5 cm                                     | Musée d'Orsay (Paris)                                                                                           | 1978       |    | F 883 Variante de Zurich                                                                      |
|       | Paysage avec un chasseur                                                                         | 1873          | 80,5 × 120,5 cm                                    | Musée national de l'art occidental (Tokyo)                                                                      | 1977       |    | F 884                                                                                         |
|       | Les Amoureux dans la campagne                                                                    | 1873          | 65 × 81 cm                                         | Musée Courbet (Ornans)                                                                                          | 2008       |    |                                                                                               |
|       | Paysage de montagne avec arbres fruitiers, Ornans                                                | 1873          | 45 × 54 cm                                         | Musée Boijmans Van Beuningen (Rotterdam)                                                                        | 1972       |    |                                                                                               |
|       | La Mer orageuse                                                                                  | 1873          | 50,8 × 61 cm                                       | Metropolitan Museum of Art (New York)                                                                           | 1922       |    | F 917                                                                                         |
|       | Plage à Étretat, Normandie                                                                       | 1873 ?        | 61,3 × 90,2 cm                                     | National Gallery of Art (Washington)                                                                            | 1963       |    |                                                                                               |
|       | Gorge dans le Jura                                                                               | 1873          | 45,7 × 56 cm                                       | Cincinnati Art Museum (Cincinnati)                                                                              | 1910       |    |                                                                                               |
|       | Paysage avec cerf (Landscape with stag)                                                          | 1873          | 81,5 × 97,5 cm                                     | Art Gallery of New South Wales (Sydney)                                                                         | 1997       |    |                                                                                               |
|       | Le Pont de Saint-Sulpice près de Fleurier (Val-de-Travers en Suisse)                             | 1873          | 65 × 82 cm                                         | Musée des beaux-arts et d'archéologie (Besançon)                                                                | 1953       |    | MNR 177                                                                                       |
|       | Portrait de Juliette Courbet                                                                     | 1873-1874     | 81 × 65 cm                                         | Musée d'art de São Paulo                                                                                        | ?          |    |                                                                                               |
|       | Lago en las montañas                                                                             | 1874          | 65 × 48,9 cm                                       | Musée d'art de Ponce (Puerto Rico)                                                                              | ?          |    |                                                                                               |
|       | View of a rough sea near a cliff                                                                 | 1874 ?        | 61 × 81 cm                                         | Musée d'art de l'université de Princeton (Princeton)                                                            | 2008       |    |                                                                                               |
|       | Waterfall at Ornans                                                                              | 1874 ?        | 40,3 × 54,3 cm                                     | The Hyde Collection (en) (Glens Falls)                                                                          | 1952       |    | Achat Mrs. Charlotte P. Hyde (1939)                                                           |
|       | Environs d'ornans                                                                                | 1874 ?        | 61 × 78,8 cm                                       | McMaster Museum of Art (en) (Hamilton (Ontario))                                                                | 1984       |    |                                                                                               |
|       | Portrait de Régis Courbet, père du peintre                                                       | 1874          | 93 × 82 cm                                         | Petit Palais (Paris)                                                                                            | 1909       |    |                                                                                               |
|       | La Vigneronne de Montreux                                                                        | 1874          | 100 × 81,5 cm                                      | Musée cantonal des beaux-arts (Lausanne)                                                                        | 1935       |    | F 935                                                                                         |
|       | La Dent de Jaman                                                                                 | 1874          | 50,2 × 61,3 cm                                     | Speed Art Museum (Louisville)                                                                                   | 1964       |    |                                                                                               |
|       | Coucher de soleil sur le Léman                                                                   | 1874          | 55 × 65 cm                                         | Musée Jenisch (Vevey)                                                                                           | 1960       |    |                                                                                               |
|       | Beach Scene                                                                                      | 1874          | 37,5 × 57,5 cm                                     | National Gallery (Londres)                                                                                      | 1971       |    |                                                                                               |
|       | Un chalet suisse                                                                                 | 1874 ?        | 33 × 49 cm                                         | Musée Pouchkine (Moscou)                                                                                        | ?          |    | F 956 C 949 Ж-3542                                                                            |
|       | Vue du parc des Crêtes au-dessus de Clarens                                                      | 1874 ?        | 50 × 74,5 cm                                       | Musée Wallraf Richartz (Cologne)                                                                                | ?          |    |                                                                                               |
|       | Coucher de soleil, Vevey                                                                         | 1874          | 81,3 × 65,4 cm                                     | Cincinnati Art Museum (Cincinnati)                                                                              | 1887       |    |                                                                                               |
|       | Henri Rochefort                                                                                  | 1874          | 64,8 × 54 cm                                       | Musée national du château de Versailles (Versailles)                                                            |            |    | F 962 C 954 Ex. fonds Norton, Pasadena                                                        |
|       | Le Château de Blonay                                                                             | 1875          | 50 × 60 cm                                         | Musée des beaux-arts (Budapest)                                                                                 | 1959       |    |                                                                                               |
|       | Hiver dans le Jura                                                                               | 1875          | 20 × 24 cm                                         | The Phillips Collection (Washington)                                                                            | 1958       |    |                                                                                               |
|       | Bords du lac Léman                                                                               | 1875 vers     | 61 × 50 cm                                         | Musée des Beaux-Arts de Reims                                                                                   | 1907       |    |                                                                                               |
|       | Sans titre [Rivage]                                                                              | 1875 ?        | ?                                                  | Neue Pinakothek (Munich)                                                                                        | 2001       |    |                                                                                               |
|       | Tête de chamois                                                                                  | vers 1875     | 38 × 46 cm                                         | Musée Picasso (Paris)                                                                                           | 1978       |    |                                                                                               |
|       | Entrée d'une gave                                                                                | 1876          | 45,4 × 59 cm                                       | Birmingham Museum and Art Gallery (Birmingham)                                                                  | 1999       |    |                                                                                               |
|       | Paysage de neige                                                                                 | 1876          | 60,6 × 61,4 cm                                     | Musée Courbet (Ornans)                                                                                          | ?          |    |                                                                                               |
|       | Crépuscule sur le lac de Genève                                                                  | 1876          | 74 × 100 cm                                        | Kunstmuseum (Saint-Gall)                                                                                        | ?          |    |                                                                                               |
|       | Panorama des Alpes                                                                               | 1876          | 140 × 64 cm                                        | Musée d'Art et d'Histoire de Genève                                                                             | 2014       |    |                                                                                               |
|       | Vue du lac Léman                                                                                 | 1876          | 60 × 73 cm                                         | Musée d'Art et d'Histoire de Granville                                                                          | 1892       |    | Don Louis Boisnard                                                                            |
|       | Le Chevreuil                                                                                     | 1876          | 53,5 × 33 cm                                       | Petit Palais (Paris)                                                                                            | 1913       |    | Dédicacé à « l'Ami Cluseret » F 1021                                                          |
|       | Grand Panorama des Alpes, la Dent du Midi [inachevé]                                             | 1877          | 151 × 210 cm                                       | Cleveland Museum of Art (Cleveland)                                                                             | 1966       |    |                                                                                               |